# Гаспринский, Рифат Исмаилович
Рифат (Рефат, Габдельрафия) Исмаилович Гаспринский (крымскотат. Refat Gaspıralı; 17 июня 1884, Бахчисарай, Таврическая губерния — 9 декабря 1925, Бахчисарай, Крымская АССР) — общественный и культурный деятель, журналист, редактор (в 1909—1918 годах) и издатель (в 1914—1918 годах) газеты «Терджиман». Заведующий музеем и библиотекой Исмаила Гаспринского в Бахчисарае, заместитель директора музея Ханского дворца.

## Биография
Родился 14 апреля 1886 года в городе Бахчисарае Таврической губернии в семье просветителей Исмаила Гаспринского (1851—1914) и Зухры Акчуриной (1862—1903). Братья и сестры Хадича (один отец, разные матери), Нагар, Шефика, Хайдар, Мансур. В 1894 году поступил в Симферопольскую мужскую гимназию и успешно её окончил. В 1904 году поступил на юридический факультет Императорского Казанского университета. Затем перешел в Харьковский университет. С 25 апреля 1909 года — официальный редактор газеты «Терджиман», после смерти Исмаила Гаспринского в 1914 году «Терджиман» по наследству перешёл к Рифату, на пост редактора заступил Асан Сабри Айвазов. 23 февраля 1918 года, в ответ на репрессии, совершенные большевиками в отношении крымскотатарского национального движения, «Терджиман» прекратил свое существование.
После революции все его родственники эмигрировали. Рифат остался один в Крыму. Вместе с Усейном Боданинским организовал Дом-музей И. Гаспринского.
С 21 марта 1921 года Рифат Гаспринский был назначен директором этого музея. Являлся заведующим библиотекой имени Исмаила Гаспринского в Бахчисарае. Позже был назначен заместителем директора музея Ханского дворца в Бахчисарае.
Скончался 5 декабря 1925 года в возрасте 41 года от болезни почек. Похоронен на кладбище Зынджирлы-медресе рядом с могилами отца и матери.

## Семья
Рифат Гаспринский был дважды женат.
Первая жена — Фатима (мать Фатимы была близкой подругой и землячкой Зухры Акчуриной из Сенгилеевского уезда Симбирской губернии). Свою дочь Зухру (1914) назвал в честь матери, умершей в 1903 году.
Вторая жена — Танзиля. От этого брака родилось двое детей (девочка и мальчик), оба умерли во младенчестве.